# Mo Alie-Cox
Mohamed Alie-Cox (* 19. September 1993 in Alexandria, Virginia) ist ein US-amerikanischer American-Football-Spieler auf der Position des Tight Ends und ein ehemaliger Basketballspieler auf dem College. Derzeit spielt er für die Indianapolis Colts in der National Football League (NFL).

## Frühe Jahre
Alie-Cox ging in Middleburg, Virginia, auf die Highschool. Später besuchte er die Virginia Commonwealth University, wo er für das Collegebasketballteam in vier Jahren 103 Spiele absolvierte.

## NFL
Am 21. April 2017 verpflichteten die Indianapolis Colts Alie-Cox, obwohl er seit der Highschool keinem organisierten Footballteam mehr angehörte. Nachdem er sein erstes NFL-Jahr nur auf der Injured Reserve List und dem Practice Squad der Colts verbrachte, gab der 2,01 Meter große Tight End Alie-Cox sein Debüt am vierten Spieltag der Saison 2018 im Spiel gegen die Houston Texans, wo er auch gleich seinen ersten Passfang verbuchen konnte. Am 28. Oktober 2018, im Spiel gegen die Oakland Raiders, erzielte er seinen ersten Touchdown in der NFL. In der Saison 2021 konnte er vier Touchdowns erzielen.